# Paz de Ariporo
Paz de Ariporo – miasto w Kolumbii, w departamencie Casanare.